# 盲人足球
5人制（盲人）足球是殘運會的項目之一。當中，5人制盲人足球賽中，運動員是據視力傷殘的程度分級爲B1、B2、B3。B1級為全盲或感覺得到光體；B2級為矯正後、視力最大0.03或視野角最大5度；B3級為矯正後、視力最大0.1或視野角最大20度。賽事中至少要有2人屬於B2級，門將可以是B2、B3級運動員，也可是視力健全的。

## 規則
5人制（盲人）足球一定要以無遮蓋的硬地球場，球場大小為32×18至42×22米，邊界是1至1.2米的圍欄、中圈直徑6米、球門3×2米，門將的區域長5米寬2米，罰球點距離球門6米和9米。特製的發聲足球周長60至62厘米，重量410至430克。
除了門將之外，其餘的4名隊員都要戴上眼罩和頭罩。每場正式的比賽都是有5位隊員和5名後備，一共十人所組成，當中有正副共兩名門將。比賽時間為50分鐘，比正式的足球賽事少40分鐘，上半場的休息時間是10分鐘。在淘汰賽中，如在法定時間之內言和的話，則進行為時10分鐘的加時賽，如未可以分出勝負的就需以點球（12碼）分出高下。
值得一提的是，5人制盲人足球的規則比較鬆弛，如並沒有正式足球賽中的越位、運動員犯規次數為5次時，則被離場並由後備隊員入替。另外，有部份規則類似手球，如門將不可以離開自己的法定區域又不射點球。也有一些另外的規則如門將可以以言語指導本隊的球員、 在半場比賽內犯規次數不可累積多於3次，在少於3次的犯規之一則被判任意球，可如一般的足球排人牆，但3次以後，被判在9米直接任意球，並不可排人牆。

## 外部連結
- 纪录片对白，英文字幕（页面存档备份，存于）